# Valeria Guerassimova
Valeria Anatolievna Guerassimova (Валерия Анатольевна Гера́симова), née le 14/27 avril 1903 à Saratov et morte le 2 juin 1970 à Moscou, est une femme de lettres russe et soviétique du courant du « réalisme socialiste ».

## Biographie
Elle est issue d'une famille de la petite noblesse désargentée. Son père est journaliste et littérateur, socialiste et partisan de la révolution. Elle passe son enfance dans l'Oural et poursuit ses études au lycée de jeunes filles d'Ekaterinbourg. Après 1920, elle vit quelque temps en Crimée.
Elle est diplômée en 1925 de l'institut pédagogique de l'université de Moscou et s'inscrit au PCUS en 1926. Elle travaille comme institutrice à Iaroslavl. Elle commence à être publiée en 1923. Elle fait partie du groupe littéraire Pereval. Sa nouvelle intitulée Les Yeux rusés («Хитрые глаза») est vertement critiquée par la RAPP.
Elle fait partie des cinq dirigeants de l'union des écrivains soviétiques. De 1936 à 1938, elle est rédactrice à la revue Changement. Pendant la Grande Guerre patriotique, elle écrit pour des journaux du front.
Elle enseigne à l'Institut de littérature de 1956 à 1969.
Elle a participé à la persécution de Boris Pasternak, s'exprimant lors d'une réunion de l'union des écrivains de Moscou le 31 octobre 1958, qui a approuvé l'expulsion du poète de l'union des écrivains d'URSS. Elle s'est prononcée négativement contre le roman Le Docteur Jivago, le décrivant comme une tentative de déformer l'histoire et le rôle de l'intelligentsia. Elle a accusé l'auteur de sympathie pour les gardes blancs, ainsi que dépeignant les masses comme une force obscure et grossière. Elle a condamné ce roman comme étant « une provocation ».
« Le peuple et l'intelligentsia du monde entier ont senti l'odeur de cette provocation. Mais laissons les morts enterrer les morts, et nous construisons notre cause éternellement vivante dans notre littérature soviétique, au profit de notre société socialiste vivante et forte. » (sténogramme de la réunion des écrivains moscovites du 31 octobre 1958). À la question de savoir pourquoi elle s'est exprimée ainsi, elle répondit: « J'étais membre du parti; j'ai été désignée et je ne pouvais refuser… »
Elle meurt le 12 juin 1970 à Moscou. Ses cendres se trouvent au columbarium du cimetière de Novodievitchi avec celles de sa sœur.

## Famille
- Père : Anatoli Alexeïevitch Guerassimov (1867-1928), journaliste socialiste.
- Oncle: Vladimir Roussanov, marin, explorateur de l'Arctique.
- Sœur : Marianna (1901-1944), première épouse de l'écrivain communiste juif et commissaire politique Iouri Libedinski (leurs parents étaient amis), de 1923 à 1930 elle travaille pour le Guépéou atteignant un poste élevé à la fin au service d'information; elle est arrêtée et envoyée au Goulag. Elle se suicide à sa libération du camp[7].
- Premier époux : l'écrivain Alexandre Fadeïev. Ils divorcent en 1932.
- Second époux : l'écrivain Boris Levine, mort en 1940 pendant la guerre contre la Finlande[7].
  - Fille : Anna Borissovna Guerassimova (née en 1940)[7].
    - Petit-fils : Sergueï Chargounov, écrivain.
- Cousin germain : le réalisateur Sergueï Guerassimov.

## Œuvre
La prose de Valéria Guérassimova a reçu plus d'une fois les éloges du poète et critique littéraire Gueorgui Adamovitch qui vivait en exil.

## Publications
- Панцирь и забрало, М., 1931, 1932, 1934
- В поисках принудительного труда, 1931 (en collaboration avec Boris Levine)
- Дальняя родственница, 1933
- Жалость, Л., 1934
- Избранное, 1935
- Хитрые глаза, М., 1939
- Родная земля, 1944
- Сверстники, 1948
- Простая фамилия, М., 1956
- Крушение карьеры Власовского, 1956 (en collaboration avec L. Saveliev)
- Избранные произведения, 1958
- Знакомое лицо, 1960
- Глазами правды, М., 1965
- Быть собой, 1970

En 1989, les souvenirs de Valéria Guérassimova à propos de son premier époux Alexandre Fadeïev sont parus dans le journal Questions de littérature (n° 6, p. 108-149).

## Distinctions
- Ordre de l'Insigne d'honneur (31 janvier 1939)
- Médailles